# Sándor Piller
Pour les articles homonymes, voir Piller.
Sándor Piller (né à Békéscsaba, le 24 avril 1962) est un arbitre de football hongrois, qui officia internationalement de 1990 à 1999.

## Carrière
Il a officié dans des compétitions majeures : 
- Coupe du monde de football des moins de 17 ans 1993 (3 matchs)
- Coupe du monde de football des moins de 20 ans 1997 (3 matchs)